# 제11천년기 이후

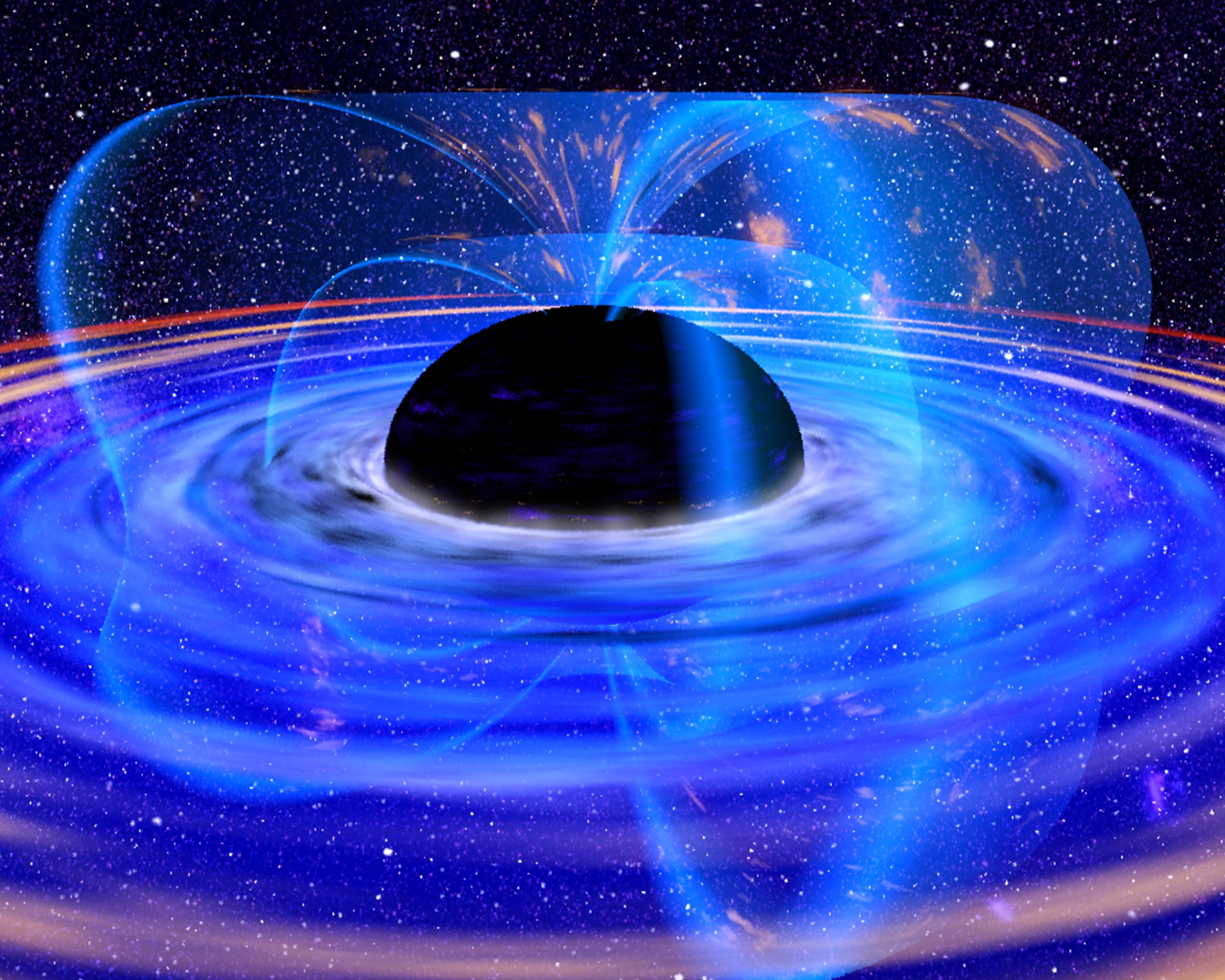
블랙홀의 상상도. 우주 먼 미래의 대부분의 예측도로, 우주 먼 미래에는 이 블랙홀만이 유일하게 남아있는 천체로 예상된다.

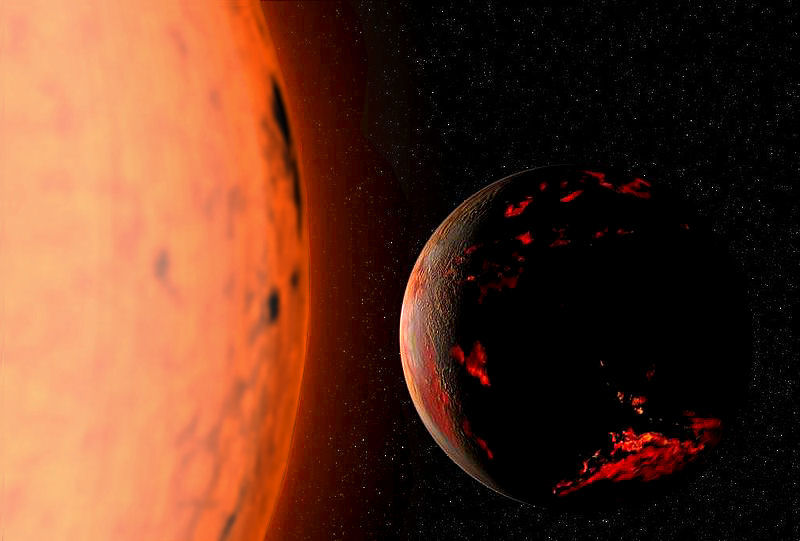
태양이 적색 거성일 때, 가상의 지구의 모습, 지금으로부터 약 79억 년 후 일의 예측이다.

제11천년기 이후는 기원후 10001년 이후(101세기 이후)의 세기이다. 제11천년기 이후의 미래 예측은 현재의 과학기술로는 정확하게 예상할 수 없으므로, 여기에 적혀있는 예측된 사건 목록은 현재까지 밝혀진 과학적 모델을 이용하여 추정한 것이다. 천체물리학 분야에서는 행성과 별의 진화, 상호 작용, 그리고 죽음에 대해 나타내고, 입자물리학 분야에서는 매우 작은 스케일에서 나타나는 현상을 보여주고, 판 구조론 분야에서는 천 년 이상의 범위에서 지구의 대륙 이동을 보여준다.
지구의 미래, 태양계의 미래, 팽창 우주의 미래 등과 같은 모든 우주의 먼 미래 예측에서는 열역학 제2법칙에 따른 엔트로피 증가로 유용한 일의 손실이 점차적으로 증가한다. 항성은 결국 수소를 모두 사용하여 태워 없어지며, 행성은 모항성과 은하의 중력으로 인해 튕겨저 미지의 암흑세계와 조우하게 될 것이다. 나중에는 방사성 감쇠를 통해 가장 안정적인 입자조차 이에 영향을 받아 양자 입자로 분리될 것이다. 그러나 열린 우주와 같은 현재의 우주론과 달리 빅 크런치 이론에서는 일정한 시간이 지나면 우주가 점차 수축하여 마침내 사라지게 된다고 예측하고 있다. 무한한 미래에 일어날 확률이 조금이라도 있는 사건들은 매우 황당하게 보이더라도 볼츠만 두뇌의 형성이 일어나는 등, 결국에는 어느 순간에 반드시 일어나게 된다.
아래 연대기에 나와 있는 사건들은 천년기를 넘나드는 거대한 시간 동안 쌓아올린 이론을 제시한 것이다. 이외에도 인간 멸종 여부, 양성자 붕괴나 지구가 태양의 적색거성화로 인한 파괴 등과 같이 여전히 해결되지 않은 질문 형태로 남아있는 사건도 있다.

## 열쇠
|         | 결정된 사건과 관련된 분야 |
| ------- | ------------------------- |
|         | 천문학과 천체물리학       |
|         | 지질학과 행성학           |
| Biology | 생물학                    |
|         | 입자물리학                |
|         | 수학                      |
|         | 기술과 문화               |

## 지구의 미래
|  | 발생 시간          | 사건 |
|  | ------------------ | --- |
|  | 12,000년           | 만약, 앞으로 몇 세기 내에 윌킨스 빙하 밑 분지의 "아이스 플러그"의 붕괴로 동남극 빙상이 용융 위험에 처하게 된다면, 빙상이 완전히 용융하여 해수면이 3~4m 상승할 때까지 걸릴 시간이다. (지구 온난화의 장기적 영향의 일부이며, 이 위협은 서남극 빙상의 단기적 붕괴 위험과는 별개이다.) |
|  | 52,000년           | 버거와 루트르에 따르면, 이 시간 간빙기가 끝나고, 빙하기가 오지만 지구 온난화로 인해 효과가 제한적일 것이라고 예측했다. 나이아가라 폭포의 침식은 이리호를 20마일 침식시키고 중단된다. 캐나다 순상지의 많은 빙하호가 빙하기 이후 반동과 침식으로 사라질 것이다. |
|  | 52,000년           | 율리우스일이 조수 가속 때문에 86,401 SI초가 된다. 현재 측정 시스템에 따르면, 매일 윤초를 더해야 한다. |
|  | 10만 2000 년       | 은하 운동과 천구에서 별의 고유운동으로 인해, 많은 별자리가 알아 볼 수 없게 된다. |
|  | 10만 2000 년       | 지구는 약 400 km3의 마그마가 분출되는 초화산의 영향을 받을 것이다. |
|  | 10만 2000 년       | 메가스콜레시데(Megascolecidae)와 같은 북미에서 자생하는 지렁이가 1년에 10m를 이주한다고 가정할 때 로렌타이트 빙상 지역(38°N ~ 49°N)으로 복귀하여 미국 북중서부를 통해 북쪽 캐나다 국경으로 확산될 것이다. (그러나, 북미의 외래 지렁이와 같이 북미가 자생지가 아닌 지렁이는 짧은 시간 척도에서 인간에 의해 도래하여 지역 생태계에 충격을 주었다.)                                                                     |
|  | 10만 2000 년 이상  | 기후 변화의 장기적 효과 중 하나로써, 인간이 배출한 이산화탄소의 10%가 대기중에서 계속 머물게 될 것이다. |
|  | 25만 2000 년       | 하와이-엠페러 해저 산열 중 가장 젊은 로이히 해산이 바다 표면 위로 올라서 새로운 화산섬이 될 것이다. |
|  | 50만 2000 년       | 이 때 지구는 약 지름 1km의 운석의 영향을 받을 것이다. |
|  | 50만 2000 년       | 미국 사우스다코타주의 배드랜드 국립공원의 험지 지형이 완전히 침식하여 평지가 될 것이다. |
|  | 95만 2000 년       | "최근"에 떨어진 것으로 간주되는 미국 애리조나 주의 충돌구인 메테오르 충돌구가 완전히 침식할 것이다. |
|  | 100만 년           | 토바 파국 이론에 따르면, 지구는 75,000년 전 마지막으로 분출한 3,200 km3 크기의 마그마가 분출하는 초화산의 영향을 받을 것이다. |
|  | 200만 년           | 현재 인위적인 해양 산성화로 파괴된 산호초 생태계가 물리학적, 생물학적으로 자연적으로 복구될 때까지 추정되는 기간이다. |
|  | 200만 년+          | 그랜드 캐니언이 약간 더 깊게 침식되지만, 콜로라도강 주변으로 폭넓고 깊은 골짜기로 확대될 것이다. |
|  | 1000만 년          | 동아프리카 지구대가 넓여져 홍해가 넘쳐 흘러들어와 아프리카의 새로운 해안 분지가 형성된다. 그리고, 아프리카판이 누비아판과 소말리아판으로 나누어질 것이다. |
|  | 1000만 년          | 만약 인간에 의해 유발된 홀로세 멸종이 과거에 다섯 번 정도 발생한 대멸종 사건의 규모와 일치할 경우, 이 사건 이후 감소된 생물다양성이 회복되기까지 걸리는 시간이다. 대멸종 사건이 발생하지 않더라도, 현재 종 대부분은 이 때까지 기본 멸종률 때문에 사라질 것이며 분기군들은 점진적으로 새로운 형태로 변화할 것이다. (그러나 대멸종 사건이 없으면, 회복되는 데 수백만년의 시간이 필요한 생물학적 위기가 도래할 것이다.) |
|  | 5000만 년          | 캘리포니아주 연안과 알류산 해구의 섭입이 시작된다. 아프리카는 유라시아와 충돌했을 것이며, 지중해 분지는 폐쇄되어 히말라야산맥와 비슷한 산맥을 형성할 것이다. 애팔래치아산맥의 정상들은 크게 침식될 것이며, 100만년당 5.7 미터씩 깎여 나갈 것이다. 지형은 지역 계곡이 100만년당 11.4 미터씩 증가함에도 말이다. |
|  | 5000만 ~ 6000만 년 | 캐나다의 로키산맥이 침식하여 평지가 될 것이다. 100만년당 60미터씩 침식할 것이다. 미국에 있는 로키산맥 남부는 침식 비율이 좀 더 낮을 것이다.) |
|  | 5000만 년 ~ 4억 년 | 지구의 화석 연료가 자연적으로 다시 생겨날 것으로 추측되는 기간이다. |
|  | 8000만 년          | 하와이섬이 가라앉으면서 하와이 제도의 모든 섬이 가라앉게 된다. |
|  | 1억 년             | 이 때, 지구는 6500만 년 전의 백악기-제3기 절멸 사건과 같은 운석과 충돌할 것이다. |
|  | 2억5000만 년       | 지구상의 모든 대륙이 노보판게아, 아마시아와 합성되어 판게아 울티마 대륙이 완성된다. |
|  | 4억 ~ 5억 년       | 초대륙(판게아 울티마, 노보판게아, 아마시아)가 균열이 생겨 분리될 가능성이 있다. |
|  | 5억 ~ 6억 년       | 지구의 6,500광년 이내에서 감마선 폭발이나 극초신성 폭발이 일어나지 않는 이상, 태양 광선이 지구의 오존층에 꾸준한 영향을 미쳐 잠재적인 대량 멸종의 원인을 일으키게 하며, 오르도비스기-실루리아기 멸종과 비슷한 멸종 현상을 겪을 것이다. 그러나, 초신성이 지구에게 영향을 미칠 확률은 해가 지날수록 상승하기 때문에 이 때 정도에서는 매우 높아질 것이다.                                                               |
|  | 6억 년             | 달이 지구의 궤도에서 이탈함으로 인해, 조수 간만차와 개기 일식이 더 이상 일어나지 않게 된다. |
|  | 6억 년             | 태양의 밝기에 따른 지구 표면의 풍화로 인해, 대기권에서 이산화탄소 수준이 감소된다. 이 시간 후에, 식물에게 C3 식물의 생존 가능성은 없다. C3 광합성을 이용한 식물(종의 ~99%)는 모두 사망한다. |
|  | 8억 년             | 이산화탄소 수준이 계속 내려가 C4 식물의 생존 가능성은 없다. 모든 식물 종이 사망하고, 산소는 대기중에서 더 이상 생성되지 않는다. 다세포 생물은 모두 사망한다. |
|  | 10억 년            | 태양의 밝기는 10% 증가하고, 지구의 평균 온도는 47°C로 상승한다. 이 때부터는 화성에서 생명체가 활동 가능해질 것이다. 물 속에서는, 여전히 단순한 주거의 삶을 이룰 수 있다. |
|  | 13억 년            | 진핵생물은 모두 사망한다. 오직 원핵생물만 살아남는다. |
|  | 23억 년            | 이 때부터는 지구 외핵의 회전이 멈추고, 내핵이 연간 1mm 증가할 것이다. 외핵이 정지하면서, 지자기 또한 사라질 것이다. 이 때문에 오존층은 영구히 파괴될 것이다. |
|  | 28억 년            | 지구의 표면 온도는 극에 달하여, 평균 약 147°C에 도달한다. 이 시점의 생명들은 고립된 단세포 서식지로 남게 될 것이며, 높은 고도의 호수나 지하 동굴로 흩어진 미세 환경의 생명체들이 완전히 죽을 것이다. |
|  | 30억 년            | 달의 조수 상호 작용의 중간값으로 인해 이 시기 이후 자전축 기울기 예측이 완전히 불가능해진다. |
|  | 35억 년            | 지구의 표면은 현재 금성의 표면과 비슷해진다. |
|  | 75억 9000만 년     | 지구와 달이 태양에 의해서 파괴될 것이고 태양의 반지름은 현재(140만km)의 256배가 될 것이다. 그 이전에 달이 지구의 로슈 한계에 들어가서 산산조각나고 그 파편들은 지구 표면으로 떨어질 것이다. |
|  | 500억 년           | 만약 태양의 확장에도 지구와 달이 살아 남았다면, 지구와 달은 조석 고정이 되어 달의 반대쪽 면만을 보여줄 것이다. 그 후, 태양의 조력이 태양계 물리계에서 각운동량을 만들어내 달 궤도가 붕괴되고 지구의 회전이 가속될 것이다. |
|  | 1000조 년          | 이 때까지 지구가 태양에 먹히지 않고 남아 있다면, 지구가 태양 궤도를 벗어나 미지의 세계로 튕겨나갈 것으로 생각되는 기간이다. |
|  | 1해 년             | 태양의 지구 궤도에서 중력파가 붕괴되는 가장 오랫동안 지속되는 시간이며, 지구가 만약 태양이 적색 거성이 되어 소멸한 이후에도 남아 있다면, 이후 태양과 비슷한 또 다른 별의 만남으로 인해 예상 궤도에 벗어난다. |

## 태양계의 미래
|  | 발생 시간      | 사건 |
|  | -------------- | --- |
|  | 27,000년       | 화성 북반구에 위치한 극관이 밀란코비치 주기의 근일점 세차 운동에 따라서 온난화의 정점에 도달해 최대로 축소될 기간이며, 이 축소는 50,000년까지 유지될 예정이다.                                                                     |
|  | 38,000년       | 작은 적색왜성인 로스 248이 지구와 3.024 광년까지 오게 되어 태양으로부터 가장 가까운 별이 된다. 8천년 동안 이 순서가 지속된 이후, 센타우루스자리 알파가 가장 가까운 별이 될 것이고, 그 다음으로 AC+79 3888가 가까운 별이 될 것이다. |
|  | 140만 년       | 글리제 710이 잠재적으로 태양계의 중력장을 방해하게 되고, 태양의 1.1광년까지 접근하며 오르트 구름의 소행성들이 태양계 내부로 돌진하여 태양계 내 행성들과 혜성 충돌을 할 가능성도 있다.                                              |
|  | 270만 년       | 여러 목성형 행성과의 불안정한 중력 상호 작용으로 인한 센타우루스군의 평균 궤도 반감기이다. |
|  | 800만 년       | 위성 포보스가 화성과 로슈 한계 이하인 7,000km까지 접근하며 화성과 충돌한다. 포보스는 아마도 분해되어 위성 잔해로 이루어진 화성의 고리가 될 것이다.                                                                                 |
|  | 1100만 년      | 화성 주변에 포보스의 잔해로 이루어진 고리가 완성될 것이다. |
|  | 1억 년         | 현재 거대한 상태의 토성의 고리가 유지될 가장 오랜 기간이다. |
|  | 2억 3000만 년  | 이 시기부터는, 행성의 궤도를 전혀 예측할 수 없게 된다. |
|  | 2.4억 년       | 현재 위치에서, 태양계는 은하 중심에서부터 한 바퀴 공전하며 1 은하 년이 지난다. |
|  | 15억 ~ 16억 년 | 태양의 광도가 계속 증가하여, 생명체 거주가능 영역은 지구 밖으로 나가게 되고, 지구에는 생명체가 존재하지 않는다. 반대로, 화성에는 이산화탄소 농도가 증가하여, 화성의 표면 온도는 지구의 빙하기 만큼 상승하게 된다.                  |
|  | 33억 년        | 1%의 가능성으로 수성과 금성이 충돌하는 궤도를 그리고, 이 충돌이 일어날 경우 태양계의 혼돈으로 인해 잠재적으로 충돌한 행성이 지구와 충돌할 수 있다.                                                                                 |
|  | 36억 년        | 해왕성의 위성인 트리톤이 행성의 로슈 한계에 도달하여, 트리톤은 해왕성의 중력 내에서 분해되고 잠재적으로 새로운 행성의 고리가 생성되게 된다.                                                                                        |
|  | 50억 년        | 태양의 핵에서 수소가 완전히 소진되면서, 태양이 주계열성에서 적색거성으로 변화하기 시작한다. |
|  | 75억 년        | 지구와 화성이 태양의 확장으로 인해 조석 고정이 이루어질 수 있다. |
|  | 79억 년        | 태양이 색등급도의 적색 거성 가지 끝부분까지 도달하면서 현재 크기의 256배까지 커진다. 여기서 수성, 금성, 지구는 파괴된다. 이 때에는, 아마도 토성의 위성인 타이탄에는 생명체가 생존할 수 있는 온도까지 올라갈 수 있을 것이다.        |
|  | 80억 년        | 태양이 산소-탄소의 백색왜성이 되고, 질량은 현재 질량의 54.05%가 된다. |
|  | 144억 년       | 태양이 흑색왜성이 되어 그 온도는 2239 K가 되고, 광도는 현재의 1조분의 3이 되어 인간 눈에 보이지 않는다. |
|  | 30조 년        | 태양이 근처 별 지역의 별과 스쳐지나가면서 행성의 궤도가 흐트러지거나 태양계 밖으로 튕겨나가는 데 걸리는 시간이다. |
|  | 1000조 년      | 태양계 해체가 생각되는 가장 오래된 시간이다., §IIIF, Table I. 이 시간에는, 태양은 절대 영도 근처까지 온도가 내려간다. |
|  | 1019 ~ 1020 년 | 태양이 은하계 밖으로 튕겨나가거나(90~99%의 확률) 은하 중심의 블랙홀 내로 들어갈 것으로 걸리는 시간이다. |

## 우주의 미래
|                            | 발생 시간                                       | 사건 |
| -------------------------- | ----------------------------------------------- | --- |
|                            | 10.2만 년                                       | 극대거성인 큰개자리 VY가 극초신성이 될 것이다. |
|                            | 100만 년                                        | 적색 초거성 베텔게우스가 폭발하여 초신성이 되기 예상되는 가장 긴 기간이다. 폭발은 일광에서도 쉽게 보일 예정이다. |
|                            | 40억 년                                         | 우리 은하의 은하수 일부와 안드로메다 은하가 충돌하며 밀코메다 은하가 형성될 것이다. 이 충돌로 인해 태양계의 행성은 비교적 영향을 받지 않게 된다. |
|                            | 220억 년                                        | 빅 립 시나리오에서는 이 시기가 암흑 에너지의 상태 방정식에서 w=-1.5가 되어 우주의 최후로 예상된다. 은하 클러스터의 관측 기구인, 찬드라 엑스선 관측선에서도 이 시기부터 은하단 속도가 더 이상 잡히지 않는다. |
|                            | 1000억 년                                       | 우주의 팽창으로 인해 빅뱅의 시점의 실질적인 관측 한계를 넘어, 우주론의 증명은 불가능해진다. |
|                            | 1500억 년                                       | 우주 마이크로파 배경의 관측값이 현재 기술로 측정 가능한 최저치인 ~2.7K에서 0.3K까지 온도가 감소한다. |
|                            | 4500억 년                                       | 국부은하군의 중앙값이 우리 은하에서 최대 47개가 되고, 하나의 큰 은하로 뭉치게 된다. |
|                            | 8000억 년                                       | 밀코메다 은하의 거의 모든 항성이 적색왜성이 별빛이 감소하는 청색왜성으로 변이하면서 은하의 실제 밝기가 약해지기 시작한다고 예측되는 최대 시간이다. |
|                            | 1조 년                                          | 우리 은하에서 항성 생성에 필요한 가스가 모두 소진된다., §IID. 현재의 우주 배경 복사의 파장인 1029을 곱하여 암흑 에너지 밀도를 가정할 경우, 우주의 팽창은 관측 가능한 우주 지평선을 초과하여 확장하기 때문에 이 때부터는 빅뱅을 직접적으로 관측할 수 없게 된다. 그러나, 이 시점에서도 여전히 초고속 별의 연구를 통해 우주 팽창의 확인이 가능하다. |
|                            | 2조 년                                          | 이 때 처녀자리 초은하단이 수백만 광년의 폭을 갖는 초은하 한 개로 합쳐질 것이며, 이 초은하는 적색왜성(대부분을 차지)과 소량의 백색왜성들로 채워질 것이다. 이 때 이 시기 다른 초은하단들은 암흑 물질 때문에 가속되어 서로 합쳐지거나 10억 광년 정도 서로 멀어져 있을 것이다. |
|                            | 30조 년                                         | 이 때까지는 백색왜성의 충돌로 항성이 겨우 생성될 것이다. 두 항성이 서로 접근할 때마다, 그 행성의 궤도는 방해를 받을 수 있으며 행성들은 원래 위치에서 벗어나게 된다. 지나가는 행성을 꺼내기 위해서는 매우 가까이 지나가야 하기 때문에 행성은 평균적으로 꺼내는 시간이 매우 오래 걸린다., §IIIF, Table I. |
|                            | 100조 년                                        | 항성 생성이 될 수 있는 가장 오래된 시간이다., §IID. 이 시기부터는 별의 시대에서 퇴보 시대로 가게 되며 수소로 이루어진 항성들은 모든 수소를 사용하게 되며, 모든 별은 천천히 연료를 모두 사용하며 죽게 된다. |
|                            | 110조 ~ 120조 년                                | 우주의 별들이 모든 연료를 사용하는 가장 긴 소요 시간(가장 오래 사는 적색왜성은 약 10-20조년을 살 수 있다)이다. 일단 적색왜성이 모든 연료를 사용하게 되면, 항성들 중에서 밀집성(백색왜성, 중성자별과 블랙홀, 갈색왜성)들만 남아 있게 될 것이다. §IIE. 갈색왜성 사이의 충돌로 새로운 적색왜성을 만드는 것이 한계 수준에 달하게 된다. 평균적으로 은하계에 약 100여개가 남아 있을 것이며 별 잔해 사이의 충돌로 가끔 초신성을 만들어 낼 것이다. |
| Astronomy and astrophysics | 1000조 년                                       | 계속적으로 별이 스쳐가서 태양계 내의 모든 행성이 밖으로 튕겨져나가는데 걸리는 시간이다. |
|                            | 1018 ~ 1019 년                                  | 프랭크 J. 티퍼의 오메가 포인트 이론에 따르면, 아마도 이 시기쯤에는 빅 크런치로 우주가 종말을 고할 것이다. |
|                            | 1019 ~ 1020 년                                  | 갈색왜성과 밀집성이 은하에서 탈출한다. 두 객체가 서로 가까이 갈 때, 그들은 에너지를 얻기 위한 질량과 궤도 에너지를 얻게 된다. 낮은 질량의 개체는 은하에서 반복적인 만남으로 이러한 방식으로 충분한 에너지를 얻을 수 있다. 이 과정에는, 갈색왜성과 밀집성의 대다수가 은하계에 남아 있다., §IIIA; |
|                            | 1030 년                                         | 은하 중심의 대부분이 초대질량 블랙홀이 되어 약 1%~10%의 별이 블랙홀로 흡수될 것으로 예측되는 기간이다. 이 시점에서, 쌍성을 서로를 향해 충돌하고 행성들은 항성이 내뿜는 방사선에 의해 파괴되면서 우주에는 오직 고립성(별의 잔해, 갈색왜성, 방출된 떠돌이 행성, 블랙홀)만 남는다. |
|                            | 2×1036 년                                       | 양성자 붕괴가 있을 경우 가장 짧은 시간(8.2 x 1033 년)이며, 관측 가능한 우주에 있는 모든 핵자가 붕괴되는 예상 시간이다. |
|                            | 1040 년                                         | 우주에 있는 모든 핵자가 붕괴되는 예상 시간이면서, 양성자 붕괴가 일어나는 가장 오래된 시간(1040년)이며, 빅뱅에서 급팽창 이론에서 생성된 초기 우주의 중립자는 모두 붕괴된다. 양성자 붕괴가 일어나는 이 무렵에는, 블랙홀 시대가 되어 우주에는 블랙홀만이 남게 된다. |
|                            | 1065 년                                         | 양성자 붕괴가 일어나지 않는 가정하에, 암석같은 단단한 물체가 터널 효과에 의해 원자와 분자가 재배열되는 시간이다. 이 시간에는 우주의 모든 물질은 액체이다. |
|                            | 1.16×1067 년                                    | 태양 질량의 항성질량 블랙홀이 호킹 복사에 의해 붕괴되는 가장 오래된 기간이다. |
|                            | 1.9×1098 년                                     | 현재 알려진 가장 큰 초대질량 블랙홀인 NGC 4889의 태양 질량의 210배인 블랙홀이 호킹 복사에 의해 증발될 기간이다. |
| Particle physics           | 1.342×1099 년                                   | 2015년 기준 태양 질량의 400억배로 가장 큰 블랙홀인 S5 0014+81이, 블랙홀의 각운동량을 0이라 잡고 계산했을 때 호킹 복사를 통해 붕괴될 때까지 예상되는 기간이다. 그러나, 블랙홀의 크기가 커지는 중이므로 이 붕괴될 때까지 걸리는 기간은 날이 갈수록 더 길어질 것이다. |
|                            | 1.7×10106 년                                    | 태양 질량의 20조 배의 질량인 초대질량 블랙홀이 호킹 복사로 증발되는 시간이다. 이것은 블랙홀 시대의 끝을 의미한다. 이 때를 넘어 만약 양성자 붕괴가 일어난다면, 우주는 어둠의 시대가 도래하게 되어, 모든 입자는 붕괴하며 열사하게 된다. |
|                            | 10200 년                                        | 현대 물리학에서 허용되는 여러 매커니즘들 중 하나인 고위 중입자수 비보존 과정, 가상 블랙홀, 스팔레론 등을 통해 유추할 수 있는 우주의 모든 입자가 붕괴하기까지의 기간이다. 이 기간은 1046년에서 10200까지 다양하며, 어떤 기간이 맞다고 확신할 수 없다. |
|                            | 101500 년                                       | 양자 붕괴가 일어나지 않을 경우, 철-56이 자연적으로 붕괴하는 가장 오래된 시간이다. 이 때에는 철-56이 알파선을 내보내고 아이언 스타가 될 것이다. |
|                            | {\displaystyle 10^{10^{26}}} 년                 | 모든 물질은 양자 터널링 효과로 블랙홀로 빨려들어 가게 되어, 이 때부터 양성자 붕괴과 가상 블랙홀 가정이 성립되지 않는다. 블랙홀 시대가 어둠의 시대로 되는 마지막 시간이다. 이런 광대한 시간 척도에서, 심지어는 매우 안정적인 아이언 스타조차 양자 터널링 효과로 인해 붕괴하며, 충분한 질량의 아이언 스타 하나는 양자 터널링 효과를 통해 중성자별로 붕괴할 것이다. 이후 중성자별과 남아있는 아이언 스타가 블랙홀로 붕괴할 것이다. 이 시간 척도에서 각각의 블랙홀이 원자보다 작은 입자로 증발하는 시간(약 10100년으로 추정)은 극히 짧은 시간이다. |
|                            | {\displaystyle 10^{10^{50}}} 년                 | 볼츠만 두뇌가 자발적인 엔트로피 감소로 인해 진공에서 생성되는 가장 오래된 시간이다. |
|                            | {\displaystyle 10^{10^{56}}} 년                 | 코렐과 첼의 예상에 따르면, 양자 요동으로 인해 새로운 빅뱅이 출연할 것이다. |
|                            | {\displaystyle 10^{10^{76}}} 년                 | 양성자 붕괴와 가상 블랙홀이 성립되지 않을 경우, 모든 물질이 블랙홀이 되는 가장 오래된 시간이다. |
|                            | {\displaystyle 10^{10^{120}}} 년                | 가짜 진공이 존재하더라도 열사가 되는 가장 오래된 시간이다. |
|                            | {\displaystyle 10^{10^{10^{76.66}}}} 년         | 별의 질량에 격리된 블랙홀이 푸앵카레 재귀정리에 의해 가상적인 양자 상태(현재의 상태로 다시 "회귀")가 되는 것이 일어나는 가장 오래된 시간이다. 이 때에는 푸앵카레 재귀정리로 통계적 모델을 정한다. 이 시간에는 단순한 방법의 모델이 로슈미트의 역설로 인해 에르고딕 가설이 확실하지 않고, 처음에는 다시 현재 상태와 유사("유사"가 합리적인 선택인 경우)한 척도로 일어나게 된다. |
|                            | {\displaystyle 10^{10^{10^{10^{2.08}}}}} 년     | 우주에서 현재 보이는 영역 내에 질량을 가진 블랙홀이 푸앵카레 재귀정리로 가상적인 양자 상태가 되는 오랜 시간이다. |
|                            | {\displaystyle 10^{10^{10^{10^{10^{1.1}}}}}} 년 | 전체 우주의 예상되는 질량으로 가상적인 상태의 양자가 되는 시간으로, 관찰할 수 있건 아니건 간에 카오스 대팽창 이론에 따라 10−6의 플랑크 질량내의 양자가 되는 시간이다. |

## 천문 현상들
|                            | 사건 발생 기간      | 사건 |
| -------------------------- | ------------------- | --- |
|                            | ~10,011년           | 지구의 세차 운동으로 북극성이 데네브가 될 것이다 |
|                            | 10,663년 8월 20일   | 지구에서 개기일식과 수성 일면통과가 동시에 일어날 것이다 |
|                            | 10,720년            | 수성과 금성의 궤도 교점이 황도와 일치할 것이다 |
|                            | 11,268년 8월 25일   | 지구에서 개기일식과 수성 일면통과가 동시에 일어날 것이다 |
|                            | 11,575년 2월 28일   | 지구에서 부분 일식과 수성 일면통과가 동시에 일어날 것이다 |
|                            | ~12,000년           | 지구 자전축의 기울기가 최솟값인 22.5°에 근접할 것이다 |
|                            | 13,425년 9월 17일   | 지구에서 수성과 금성 일면통과가 동시에 일어날 것이다 |
|                            | 14,000년 ~ 15,000년 | 지구의 세차 운동으로 북극성이 베가가 될 것이다. |
|                            | 15,000년            | 이 때부터 세차주기의 중간을 지나 지구의 자전축 기울기가 반전되기 시작하며, 여름과 겨울 기간이 서로 바뀔 것이다 (태양과 지구가 근일점에서 더 가까워지고 원일점에서 더 멀어져 육지 비율이 많은 북반구의 기후가 더 극단적으로 바뀌게 된다) |
|                            | 15,232년 4월 5일    | 지구에서 개기 일식과 금성 일면통과가 동시에 일어날 예정이다 |
|                            | 15,790년 4월 20일   | 지구에서 금환 일식과 수성 일면통과가 동시에 일어날 예정이다 |
|                            | 16,000년 ~ 19,000년 | 지구자전축의 세차운동으로 인해 카노푸스가 남극성이 되지만, 이 남극성은 10°정도의 오차를 가지게 될 것이다 |
| Astronomy and astrophysics | 20,346년            | 지구의 세차 운동으로 북극성이 투반이 될 것이다 |
| Astronomy and astrophysics | 27,800년            | 지구의 세차 운동으로 북극성이 폴라리스가 될 것이다 |
|                            | 29,000년            | 지구의 공전궤도이심률이 최솟값인 0.00236이 된다 |
|                            | 38,172년 10월       | 해왕성에서 천왕성 일면통과가 일어날 것이다. |
|                            | 40,396년 12월 1일   | 지구에서 관측할 때, 천왕성이 해왕성의 면을 통과할 것이다 |
|                            | 67,173년            | 수성과 금성의 궤도 교점이 황도와 일치하게 될 것이다 |
|                            | 69,163년 7월 26일   | 지구에서 수성과 금성 일면통과가 동시에 일어날 것이다 |
| Astronomy and astrophysics | 70,000년            | 햐쿠타케 혜성이 태양으로부터 원일점 3410 A.U.의 궤도 운동 이후 다시 돌아와 태양계 내로 들어올 기간이다. |
|                            | 102,000년           | 고유 운동(은하에서 별의 움직임)으로 인해 별자리를 인식할 수 없게 된다 |
|                            | 224,508년 3월 27일  | 지구에서 수성과 금성 일면통과가 동시에 일어날 것이다 |
|                            | 571,741년           | 화성에서 금성과 지구 일면통과가 동시에 일어날 것이다 |
| Astronomy and astrophysics | 600만 년            | 가장 긴 장주기 혜성인 C/1999 F1가 태양으로부터 원일점 66,600 A.U.(약 1.05광년)의 궤도 운동 이후 다시 돌아와 태양계 내로 들어올 기간이다.                                                                                                |

## 우주선과 우주 탐사
5개의 우주선(보이저 1호와 2호, 파이어니어 10호와 11호, 뉴 허라이즌스)는 태양계 탈출 궤도에 들어가 있다. 충돌 가능성이 없을 경우, 프로젝트는 우주가 소멸될 때까지 지속된다.
|                            | 사건 발생 기간 | 사건 |
| -------------------------- | -------------- | --- |
|                            | 12,000년       | 파이어니어 10호가 지구로부터 3.8광년 떨어져 있는 바너드 별을 통과할 것이다.                                           |
|                            | 27,000년       | 아레시보 메시지가 최후의 목적지인 구상 성단 M13에 도착할 것이다. 이것은 성간 라디오 메시지처럼 먼 은하에게만 보냈다.  |
|                            | 34,000년       | 파이어니어 10호가 로스 248 별을 3광년 이내로 지날 것으로 예상된다.                                                    |
|                            | 42,000년       | 보이저 1호가 기린자리에 있는 AC+79 3888과 1.8광년 떨어져 있는 곳에 있을 것으로 예상된다.                              |
|                            | 52,000년       | KEO 우주 타임 캡슐이 대기권에 재돌입할 것으로 예상된다.                                                               |
| Astronomy and astrophysics | 52,000년       | 누군가 초광속으로 답변을 보내지 않는 한, 아레시보 메시지에 대한 답변이 올 수 있는 가장 빠른 시간이다.                 |
|                            | 298,000년      | 보이저 2호가 시리우스에서 4.3 광년 이내로 통과할 것이다.                                                              |
| Astronomy and astrophysics | 80~800만 년    | 파이어니어 10호와 파이어니어 11호에 실린 파이어니어 금속판이 수명을 다해 읽을 수 없으며, 복원도 불가능하게 될 것이다. |
|                            | 200만 년       | 파이어니어 10호가 알데바란 근처를 통과할 것으로 예상된다.                                                             |
|                            | 400만 년       | 파이어니어 11호가 독수리자리 근처 별을 통과할 것으로 예상된다.                                                        |
|                            | 800만 년       | 타임캡슐 인공위성인 라지오스 2가 대기권에 재돌입할 것으로 예상된다.                                                   |
| Astronomy and astrophysics | 10 억 년       | 두 보이저 우주선에 실린 보이저 금제 음반이 수명을 다해 읽을 수 없으며, 복원도 불가능하게 될 것이다.                   |

## 인류의 미래
|                               | 사건 발생 기간    | 사건 |
| ----------------------------- | ----------------- | --- |
|                               | 10,759년 9월 23일 | 1759년 아서 기네스가 임대한 세인트 기네스 양조장의 9천년 임대 기간이 끝난다. 양조장은 원래 4에어커 이상으로 번창하여 결과적으로 부동산을 임대하여 현대에는 임대가 유효하지 않지만, 만료 기간은 유효하다. |
|                               | 11,200년          | 물리학자인 프리먼 다이슨의 카르다쇼프 척도에 따르면 인류는 제 II 유형의 문명화를 이룩한다. |
|                               | 12,000년          | 프랭크 드레이크가 만든 드레이크 방정식의 원래 제형에서 기술 문명의 가장 높은 수명이다. |
|                               | 12,000년          | 만약 세계화 경향이 난교배로 이루어질 경우, 인간의 유전 변이는 더 이상 지역화하지 않는다. 이 때 효과적 인구 크기는 실제 인구 크기와 동등해진다. |
|                               | 12,000년          | 브래든 카터의 종말 논법에 따르면, 이 때부터는 인류 멸망 확률이 95%가 된다. |
|                               | 22,000년          | 모리스 스와데시의 언어 연대학(glottochronology) 언어 모델에 따르면, 현대 선조의 스와데시 리스트와 비교해 100개 중 1개 "핵심 단어"만 유지할 것이다. |
| Geology and planetary science | 10.2만 년+        | 산소가 많은 환경을 개발하는 것까지 포함한 화성의 테라포밍의 최대 예상 기간이다. |
|                               | 10만 ~ 100만년    | 미치오 카쿠에 따르면, 인간은 은하 전체의 에너지를 사용할 수 있는 제 Ⅲ유형의 문명화를 이룰 것이다. |
| Technology and culture        | 10.2만 ~ 100만 년 | 광속의 0.1배, 또는 그 이상으로 가정하여 10만 광년의 은하를 모두 식민지화하고 은하에서 나오는 모든 에너지를 사용하는 가장 짧은 기간이다. |
| Biology                       | 200만 년          | 오랫동안 분리돼 떨어진 척추동물 종은 이 기간에는 종분화가 이루어질 것이다. 진화 생물학자인 제임스 W 발렌타인은 만약 인간이 서로 다른 우주 식민지들에서 따로 거주하는 상태에서 이 만큼의 시간이 흘렀을 경우 각각의 우주 식민지에 거주하는 인간들은 다른 우주 식민지에 거주하는 인간들과 유전적으로 차이가 날 것이다라고 말했다. 그리고 우리 은하에는 많은 인종들이 있을 것이다. 이것은 우리를 경악하게 할 것이다. 이것은 유전적 조작 기술들과 무관하게 고립된 인구들에서 발생하는 자연적인 과정일 것이다. |
| technology and culture        | 500만 ~ 5000만 년 | 준광속 속도 여행을 통해 은하 전체를 식민지화 할 수 있는 최대 기간이다. |
| Mathematics                   | 780만 년          | 현재 살고 있는 인간의 역사가 절반 지났다고 가정하는 J. 리차드 고트의 종말 논법에 따르면, 인류는 이 날짜에는 멸종 확률이 95%가 될 것이다. |
| technology and culture        | 1억 년            | 프랭크 드레이크의 드레이크 방정식의 원래 형식에서 기술 문명의 최대 유지 수명이다. |

## 기술 프로젝트
|                        | 사건 발생 기간        | 사건 |
| ---------------------- | --------------------- | --- |
|                        | 12,000년              | 롱나우 재단의 만년 시계를 포함한 롱나우 시계, 로제타 프로젝트, 롱베트 프로젝트가 끝난다. 로스앨러모스 국립 연구소에서 연구하고 이후 상용화한 니켈 판에 집속 이온 빔으로 작성한 HD-로제타 아날로그 디스크의 예상 수명이다.(로제타 프로젝트의 이름이 이 디스크 기술 이름을 땄다.) |
|                        | 60,056년 5월 28일     | NTFS의 기간 범위가 만료된다. 이때가 1601년 1월 1일부터 시작된 (2×1064×100 10억분의 1초) 시점이기 때문이다. |
| technology and culture | 10.2만 년+            | 오스트리아 소금 광산 할슈타트 지역에서, 석기에 판에 새겨 저장하는 방식의 셀프 스토리지 방식 인류 저장소(MOM)의 예상 수명이다. |
|                        | 100만 년              | 네덜란드의 트벤테 대학교에서 개발된 인간 문서화 프로젝트의 계획된 기간이다. |
| technology and culture | 100만 년              | 초인 기억 수정(펨토초동안 유리에 레이저를 쏘아서 데이터를 저장하는 방식)의 예측된 수명이다. 이 방법은 영국의 사우햄프턴 대학에서 개발하였다. |
| technology and culture | 10 억 년              | 나노셔틀 기억 장치(분자 스위치를 탄소 나노튜브를 통해 옮기는 데 철 나노입자를 이용)의 기대 수명이다. 이것은 버클리 대학교에서 개발하였다. |
| technology and culture | 703억 년              | /48 prefix를 할당하는 현재 속도로 할당하면 IPv6 주소 고갈 예상 시간이다. |
|                        | 2.9x1011년 12월 4일   | UTC 15시 30분 8초에 64비트 유닉스 시간이 오버플로우한다. |
|                        | 5.8x1011년            | 부호 없는 64비트 유닉스 시간이 오버플로우한다. |
|                        | 5.3x1030년 1.1x1031년 | 128비트 유닉스 시간이 오버플로우한다. |

## 달력에 관한 예측
|                            | 사건 발생 기간    | 사건 |
| -------------------------- | ----------------- | --- |
|                            | ~12,000년         | 그레고리력은 천문력과 대략 10일 정도 어긋날 것이다                                                                                     |
| Astronomy and astrophysics | 12,892년 6월 10일 | 태양력의 점차적인 이동으로, 히브리력에서의 유월절이 북반구 여름의 지점에 도달하게 될 날짜이다 (유월절 날짜가 춘분점 주위에서 떨어진다) |
|                            | 20,874년          | 태음력의 이슬람력과 양력의 그레고리력이 같은 날짜를 가리키게 되며, 이 때부터 이슬람력이 그레고리력을 앞지른다                          |
| Astronomy and astrophysics | 27,000년          | 이슬람력이 달의 실제 상과 10일 이상 차이가 날 것이다                                                                                   |
|                            | 48,901년 3월 1일  | 그레고리력과 율리우스력의 차이가 1년이 나게 된다                                                                                       |

## 인조물
|                               | 사건 발생 기간 | 사건 |
| ----------------------------- | -------------- | --- |
|                               | 52,000년       | 가장 오래 가는 온실 기체인 테트라플루오르메탄의 대기중 예상 수명이다.                                                             |
|                               | 100만 년       | 현재 환경에서 유리가 완전히 분해되는 데 걸리는 기간이다.                                                                          |
| Geology and planetary science | 100만 년       | 부브노프 척도(1mm/천년 또는 1인치/만년)을 기준으로 했을 때, 온화한 기후의 화강암 조각품의 화강암이 1m 침식되는데 걸리는 기간이다. |
| Geology and planetary science | 100만 년       | 유지보수가 없을 때, 기자의 대피라미드가 알아볼 수 없이 침식하는 데 걸리는 기간이다.                                               |
| Geology and planetary science | 100만 년       | 열 두명의 아폴로 계획 우주인들이 달에 남긴 발자국들이 침식 작용에 의해 없어질 것이다.                                             |
| Geology and planetary science | 720만 년       | 유지보수가 전혀 없을 때 러시모어 산이 완전히 침식하는 데 걸리는 기간이다.                                                         |
|                               | 1억 년         | 미래의 고고학자들이 항구 지역의 대도시 지역에서 기초 기둥과 공동구 등을 통해 "도시 지층" 화석을 구별할 수 있게 된다.              |

## 원자력
|                               | 사건 발생 기간 | 사건 |
| ----------------------------- | -------------- | --- |
|                               | 12,000년       | 핵 폐기물을 격리하는 폐기물 격리 파일럿 플랜트가 여러 언어(국제 연합의 공식 언어 6개 언어와 나바호어) 및 그림을 통해 방문자의 접근을 경고하도록 설계된 "영구 마커" 시스템이 이 시간까지 보호받을 계획이다. (인간 간섭 테스크 포스가 미국의 향후 핵 기호학에 대한 계획의 이론적 기초를 제공하고 있다.) 미국 환경보호국의 기준에 따르면, 유카 산 방사성 폐기물 처리장은 이 기간까지 연간 선량한도 15밀리램 이하를 유지해야 한다. |
| Geology and planetary science | 32,000년       | 현재 세계 에너지 소비량에 기초하여 계산 가능한 매장량으로 운영하는 핵분열 기반의 증식로의 추정 공급 수명이다. |
|                               | 62,000년       | 현재 세계 에너지 소비량에 기초하여 가능한 바다의 모든 우라늄 매잘량으로 운영하는 경수로의 추정 공급 수명이다. |
|                               | 21.3만 년      | 우라늄에서 분열된 핵폐기물의 주요 장기간 핵분열 원소 중 하나인 테크네튬 99의 반감기이다. |
|                               | 100만 년       | 미국 환경보호국의 기준에 따르면, 유카 산 방폐장은 이때까지 연량 한계선도 100밀리램 이하를 유지해야 한다. |
|                               | 1570만 년      | 우라늄에서 분열한 핵폐기물 중 장기간 핵분열 원소에서 반감기가 제일 긴 아이오딘 129의 반감기이다. |
| Geology and planetary science | 6000만 년      | 세계 에너지 소비량에 기초하여, 바닷물 안에 있는 모든 리튬을 이용하여 핵융합 에너지를 이용할 수 있는 기간이다. |
|                               | 1500억 년      | 현재의 세계 에너지 소비량을 기준으로 할 때, 바다에 있는 모든 중수소를 추출할 수 있는 경우 핵융합 에너지의 추정 공급 수명이다. |

## 같이 보기
- 미래
- 미래학
- 우주
  - 빅뱅의 연대기
  - 우주상 지구의 위치
  - 우주의 역사
  - 우주의 종말
- 초 (시간)
  - 1 E12 s
  - 1 E19 s 이상
- 연표
  - 인류 연표
  - 가까운 미래 연대기
- 연도
  - 제10천년기